# سيتي بوينت (ويسكونسن)
سيتي بوينت (بالإنجليزية: City Point, Wisconsin)‏ هي بلدة تقع بولاية ويسكونسن في الولايات المتحدة. تبلغ مساحتها 233.7 (كم²)، وترتفع عن سطح البحر 292 م، بلغ عدد سكانها 189 نسمة في عام 2000 حسب إحصاء مكتب تعداد الولايات المتحدة وتصل الكثافة السكانية فيها 0.8 نسمة/كم2.

## وصلات خارجية
- The US50 - Cities and Towns in Wisconsin State
- Wisconsin Cities and Towns, Facts, Map, Flag, Colleges, Government, and More